# Luzé

Luzé este o comună în departamentul Indre-et-Loire, Franța. În 1 ianuarie 2022 avea o populație de 274 de locuitori.